# Virslīga 2009
L'edizione 2009 della Virslīga fu la 18ª del massimo campionato lettone di calcio dalla ritrovata indipendenza e la 35ª con questa denominazione; vide la vittoria finale dello Metalurgs Liepaja, giunto al suo secondo titolo. Il capocannoniere con 30 reti è stato Kristaps Grebis del Metalurgs Liepaja.

## Novità
L'Olimps Rīga è stato retrocesso dopo aver chiuso il precedente campionato all'ultimo posto. Il Daugava Rīga, primo nella seconda divisione, venne promosso.
Il Blāzma vinse lo spareggio promozione/retrocessione contro il Tranzit Ventspils con un 6-1 totale fra andata e ritorno. Ciononostante, a causa di ritiri o fusioni di altre squadre, il Tranzit fu ripescato.
L'FK Rīga si ritirò dalla manifestazione prima del suo inizio a causa dei debiti economici. La società decise quindi di fondersi con il JFK Olimps Rīga dando origine così al nuovo club del JFK Olimps/RFS. Ciò salvò l'Olimps dalla retrocessione, in quanto così facendo riacquistò il diritto a partecipare alla Virslīga.
Il 12 gennaio 2009 anche il Vindava annunciò il suo ritiro dalla manifestazione per problemi finanziari.
L'FK Jūrmala divenne Jūrmala-VV.
Anche l'FC Daugava Daugavpils e il Dinaburg si fusero mantenendo il nome del Dinaburg FC. Come risultato di questa fusione, il nuovo club ottenne il diritto al posto in UEFA Europa League 2009-2010 ottenuto sul campo dal Dinaburg; il Daugava Daugavpils militò, invece, come squadra riserve in 1. Līga.

## Formula
A causa dei numerosi cambiamenti, non fu possibile garantire il solito numero di 10 squadre partecipanti, sceso a 9. Così anche la formula della competizione venne modificata, con l'abolizione delle poule scudetto e retrocessione, e l'aggiunta di due gironi in più (andata e ritorno + andata e ritorno) per un totale di 32 giornate.
La squadra campione di Lettonia ha il diritto a partecipare alla UEFA Champions League 2010-2011, partendo dal secondo turno preliminare.

Le squadre classificate al secondo e terzo posto sono ammesse alla UEFA Europa League 2010-2011, partendo rispettivamente dal secondo e dal primo turno preliminare.

Retrocede direttamente alla categoria inferiore l'ultima in classifica, mentre la penultima disputa uno spareggio contro la seconda classificata della seconda divisione.

## Controversia
A 6 giornate dal termine della stagione la squadra del Dinaburg, fu condannata all'ultimo posto a tavolino e quindi retrocessa d'ufficio per uno scandalo relativo al calcioscommesse che aveva visto coinvolti il presidente Oļegs Gavrilovs e l'allenatore georgiano Tamaz Pertia. Le 6 partite che avrebbe dovuto disputare da quel momento fino alla fine del campionato furono considerate tutte concluse 0-3 a vantaggio della squadra avversaria.

## Squadre partecipanti
| Club              | Città      | Stagione precedente  |
| ----------------- | ---------- | -------------------- |
| Blāzma            | Rēzekne    | 8° in Virslīga       |
| Daugava Riga      | Riga       | 1° in 1. Līga        |
| Dinaburg          | Daugavpils | 4° in Virslīga       |
| Jūrmala-VV        | Jūrmala    | 7° in Virslīga       |
| Metalurgs Liepāja | Liepāja    | 2° in Virslīga       |
| Olimps Rīga       | Riga       | 10° in Virslīga      |
| Skonto            | Riga       | 3° in Virslīga       |
| Tranzit           | Ventspils  | 2° in 1. Līga        |
| Ventspils         | Ventspils  | Campione di Lettonia |

## Classifica finale
|                     | Pos. | Squadra           | Pt | G  | V  | N  | P  | GF | GS  | DR  |
| ------------------- | ---- | ----------------- | -- | -- | -- | -- | -- | -- | --- | --- |
| Lettonia (bandiera) | 1.   | Metalurgs Liepāja | 79 | 32 | 25 | 4  | 3  | 96 | 23  | +73 |
|                     | 2.   | Ventspils         | 74 | 32 | 23 | 5  | 4  | 89 | 21  | +68 |
|                     | 3.   | Skonto            | 73 | 32 | 23 | 4  | 5  | 98 | 30  | +68 |
|                     | 4.   | Jūrmala-VV        | 40 | 32 | 12 | 4  | 16 | 42 | 60  | -18 |
|                     | 5.   | Olimps Rīga       | 38 | 32 | 11 | 5  | 16 | 53 | 60  | -7  |
|                     | 6.   | Blāzma            | 26 | 32 | 7  | 5  | 20 | 30 | 71  | -41 |
|                     | 7.   | Tranzit           | 16 | 32 | 2  | 10 | 20 | 22 | 65  | -43 |
|                     | 8.   | Daugava Riga      | 14 | 32 | 3  | 5  | 24 | 26 | 116 | -90 |
|                     | 9.   | Dinaburg          | 49 | 32 | 15 | 4  | 13 | 31 | 39  | -8  |

### Playout promozione/retrocessione
| Riga 11 novembre 2009, ore ?:? Andata | Daugava Riga | 1 – 1 | Jaunība Rīga |  |

| Riga 15 novembre 2009, ore ?:? Ritorno | Jaunība Rīga | 0 – 0 | Daugava Riga |  |

### Verdetti
- Campione di Lettonia:  Metalurgs Liepāja
- UEFA Champions League 2010-2011 2º turno preliminare:  Metalurgs Liepāja
- UEFA Europa League 2010-2011 2º turno preliminare:  Ventspils
- UEFA Europa League 2010-2011 1º turno preliminare:  Skonto
- Retrocesse:  Dinaburg e  Daugava Riga